# Byrsocryptoides zelkovaecola
Byrsocryptoides zelkovaecola är en insektsart. Byrsocryptoides zelkovaecola ingår i släktet Byrsocryptoides och familjen långrörsbladlöss. Inga underarter finns listade i Catalogue of Life.